# Jackson, Alabama
Jackson là một thành phố thuộc quận Clarke, tiểu bang Alabama, Hoa Kỳ. Dân số năm 2009 là 5096 người, mật độ đạt 126 người/km².